# Jean-Antoine de Baïf
Jean Antoine de Baïf (19. února 1532 Benátky – 19. září 1589 Paříž) byl francouzský básník narozený v Itálii. Byl členem literární skupiny Plejáda.

## Život
Byl synem učence Lazara de Baïfa, který byl v době jeho narození francouzským velvyslancem v Benátkách. Otec ho vedl k nadšení pro umění a zajišťoval mu vynikající vzdělání - latinu ho učil anatom Charles Estienne a řečtinu krétský učenec a kaligraf Angelo Vergecio. Když mu bylo jedenáct let, byl svěřen do péče slavného Jeana Daurata, který učil i Pierra de Ronsarda, který byl o osm let starší. Mladý Baïf pomohl Ronsardovi zlepšit jeho řečtinu, Ronsard ho na oplátku zasvětil do tajů francouzského veršování. Později žil v Paříži a těšil se stálé přízni dvora. V roce 1570 založil spolu se skladatelem Joachimem Thibaultem de Courville Académie de Poésie et de Musique s ideou navázat užší spojení mezi hudbou a poezií. Jeho dům se pak proslavil koncerty, které zde pořádal, i zábavami, které navštěvovali též králové Karel IX. a Jindřich III. Ke skupině se brzy připojili i Claude Le Jeune, který se stal nejvlivnějším hudebníkem ve Francii na konci 16. století, nebo Jacques Mauduit.

## Dílo
Baïf vypracoval nový patnáctislabičný styl francouzského veršování známý jako vers Baïfin. Uvažoval také o reformách ve francouzském pravopisu. Jeho teorie jsou zachyceny v Etrenes de poezie Franzoeze an vers mezures (1574). Jeho básnická díla byla publikována ve čtyřech svazcích nazvaných Œuvres en rime (1573), které se skládaly z Amours, Jeux, Passetemps a Poemes. Krom toho přeložil nebo parafrázoval skladby Bióna ze Smyrny, Moschose ze Syrakús, Theokrita, Anakreóna, Catulla a Martiala. Napsal také slavný sonet chválící masakr bartolomějské noci. V roce 1577 vydal sbírku svých latinských veršů a v roce 1576 populární francouzský spisek Mimes, enseignemens et proverbes. Zasáhl i do dramatu, byl autorem dvou komedií, L'Eunuque (1565) a Le Brave (1567). Díla to byla odvozená, jak bylo tehdy zvykem. V prvém případě šlo o adaptaci komedie Publia Terentia Afera, ve druhém díla Plautova.